# Chiesa di San Vitale (Parma)
La chiesa di San Vitale è un luogo di culto cattolico dalle forme barocche, situato in strada della Repubblica 3 a Parma, in provincia e diocesi di Parma; è sede di una parrocchia compresa nella zona pastorale della città.

## Storia
I primi documenti riferiti ad una chiesa intitolata al martire Vitale a Parma risalgono all'ultimo decennio dell'XI secolo: l'edificio originale sorgeva in prossimità della Platea communis (oggi piazza Garibaldi), vicino ai palazzi del potere civico.
Nel 1644 la chiesa divenne definitivamente sede della Compagnia del suffragio, una potente confraternita particolarmente protetta dal duca Ranuccio II e da sua madre, Margherita de' Medici. Essendo l'edificio inadatto alle attività della congrega ed alle nuove esigenze del culto, si pensò di costruire una chiesa di maggiori dimensioni poco distante, sull'attuale via Repubblica (già via San Michele), mantenendone la dedicazione a san Vitale.
I lavori, iniziati nel 1651, vennero affidati all'architetto Cristoforo Rangoni (detto Ficarelli) e allo scultore Luca Reti, che ne disegnò la monumentale facciata: la chiesa, non ancora completata, venne consacrata dal vescovo Carlo Nembrini il 17 novembre del 1658, alla presenza della famiglia ducale e degli alti dignitari di corte, molti dei quali affiliati alla Compagnia del Suffragio. Ad esempio, il nobile milanese Carlo Beccaria, tesoriere generale del duca e priore della confraternita, che volle finanziare la realizzazione nel tempio di una cappella dedicata alla Beata Vergine di Costantinopoli: la decorazione della cappella, destinata ad ospitare la tomba del committente, è opera di Domenico e Leonardo Reti, che tra il 1666 ed il 1669 realizzarono uno dei capolavori della scultura in stucco del barocco emiliano.
La costruzione venne completata nel 1676 da Domenico Valmagini, che realizzò il tamburo e la cupola. Nel corso degli anni la chiesa si arricchì delle opere di alcuni dei maggiori artisti del tempo: alcuni affreschi di Giuseppe Peroni, una pala di Sebastiano Ricci con i santi Vitale e Gregorio Magno in atto di intercedere per le anime del Purgatorio (ora a Parigi, nella chiesa di Saint-Gervais et Saint-Protais) ed altri dipinti di Carlo Francesco Nuvolone, Giovanni Battista Caccioli, Gaetano Callani, Clemente Ruta e, in tempi più recenti, di Latino Barilli e Donnino Pozzi.
Chiuso al pubblico dopo il terremoto del 1996, il tempio è stato riaperto nel 2005 dopo un notevole intervento di consolidamento e restauro.

## Descrizione

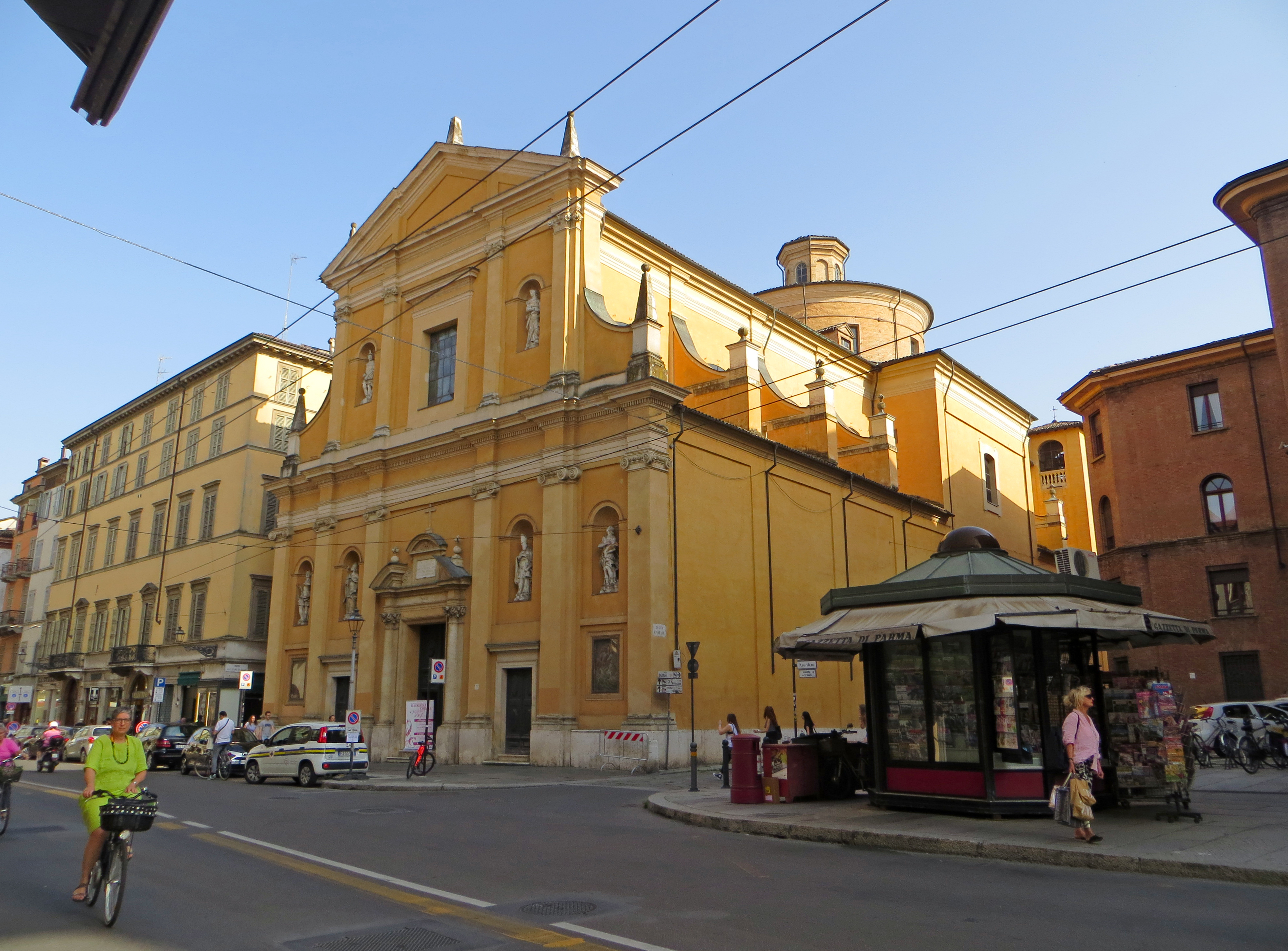
Facciata e lato nord

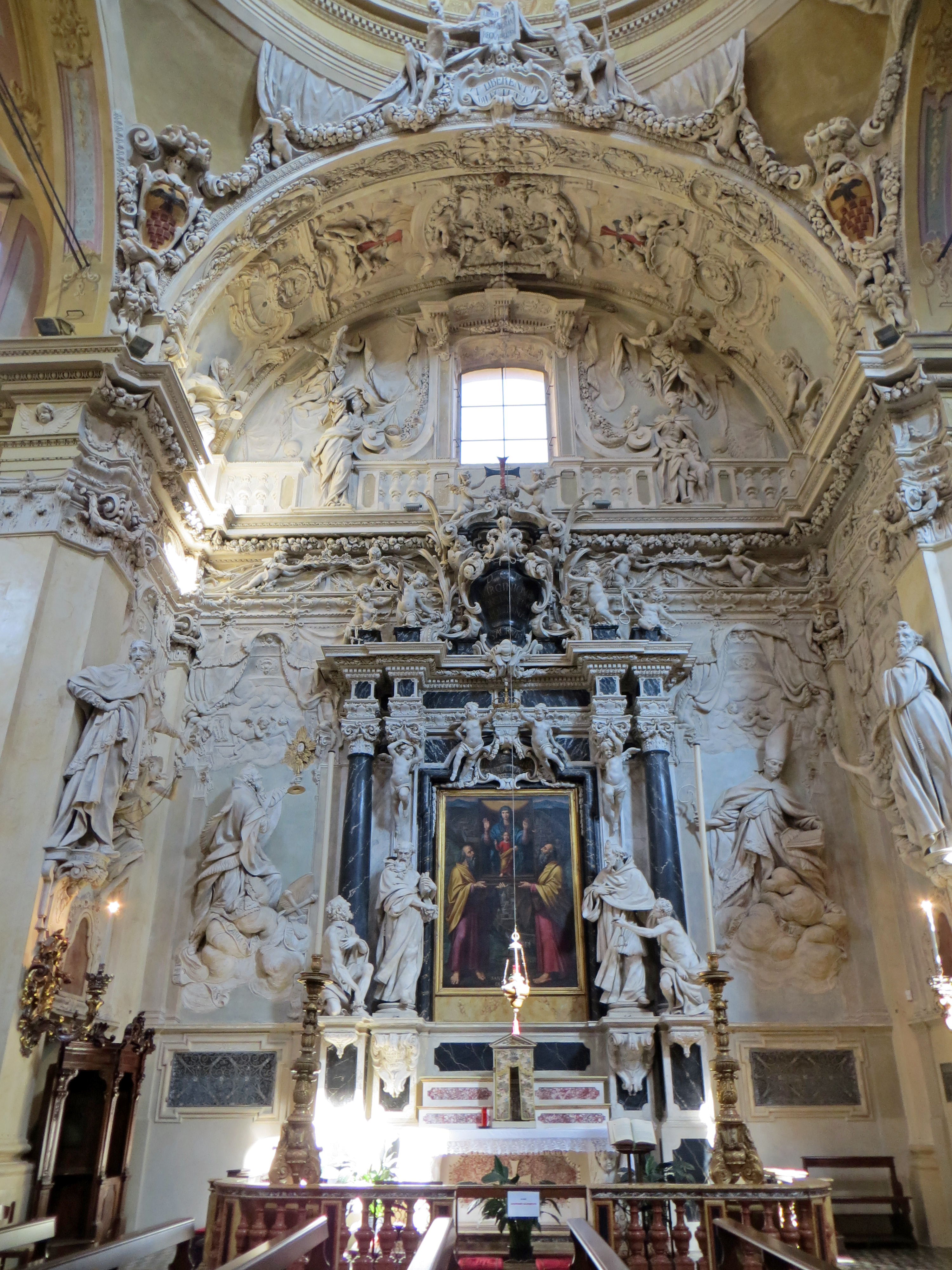
Monumento Beccaria

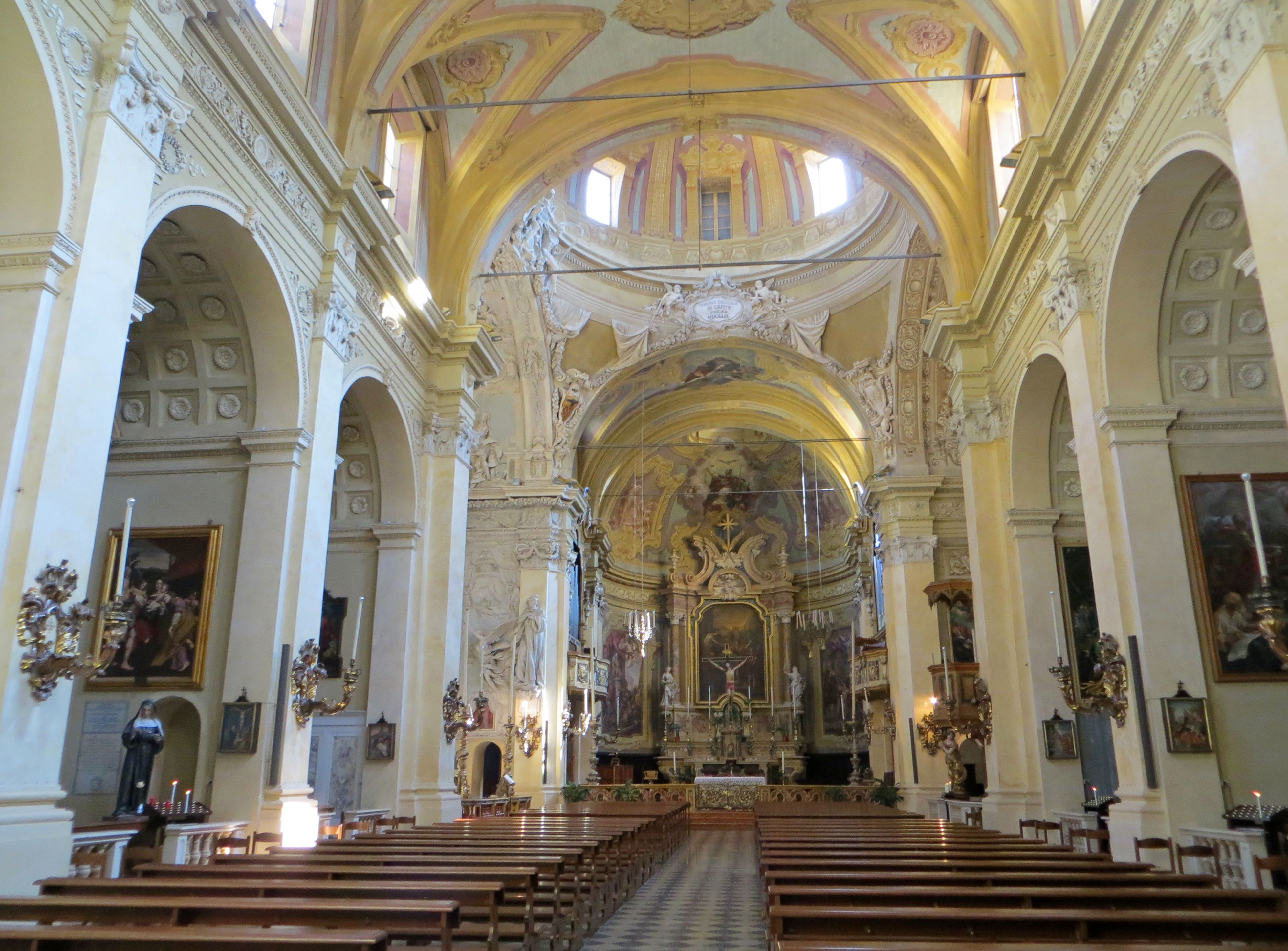
Navata

La chiesa di San Vitale sorge nel centro storico di Parma, lungo strada della Repubblica, nelle immediate vicinanze del Palazzo del Comune.
L'esterno dell'edificio è caratterizzato dalla facciata. Questa è a salienti, con paramento murario in intonaco giallo. Presenta una struttura a due ordini sovrapposti, separati da un alto cornicione e divisi in tre (ordine superiore) e cinque (ordine inferiore) sezioni da paraste lisce ioniche (nell'ordine superiore) e composite (ordine superiore). In basso, si aprono i tre portali, con quello centrale avente un timpano marmoreo sorretto da due colonne composite. In corrispondenza di quest'ultimo, più in alto, si apre un finestrone rettangolare.
L'interno della chiesa presenta una pianta a croce latina con unica navata, transetto sporgente e profonda abside semicircolare. La navata è coperta con volta a botte lunettata ed è affiancata da cappelle laterali, quattro per lato, ciascuna chiusa da una balaustra marmorea. La crociera è coperta con una cupola semisferica priva di tamburo, con lanterna ottagonale. La parete di fondo del transetto di sinistra è decorata dal gruppo scultoreo del Monumento Beccaria, al centro del quale si trova l'altare della Beata Vergine di Costantinopoli (o del Riscatto) sormontato dalla pala omonima attribuita a Fortunato Gatti. L'abside è interamente occupata dal presbiterio, rialzato di alcuni gradini rispetto al resto della chiesa, al centro del quale si trova l'altare maggiore in marmi policromi, sormontato da un Crocifisso ligneo scolpito. Sulla volta del presbiterio vi è un affresco di Giuseppe Peroni raffigurante l'Apoteosi di San Vitale.
Sulle due cantorie del presbiterio si trova l'organo a canne costruito dalla ditta organaria albignaseghese Michelotto nel 2006. Lo strumento è a trasmissione elettronica, con 67 registri per un totale di 3258 canne. La sua consolle è situata nel presbiterio ed ha tre tastiere di 61 note ciascuna e pedaliera concavo-radiale di 32 note.